# Топак и Стийл
„Топак и Стийл“ (на английски: Topack and Steele) е американски късометражен ням филм от 1894 година на режисьора Уилям Кенеди Диксън с участието на Джордж Стийл и Джордж Топак, заснет в лабораториите на Томас Едисън в Ню Джърси. Кадри от филма не са достигнали до наши дни и той се смята за изгубен.

## Сюжет
Филмът показва оживен политически дебат, представящ Гроувър Кливланд и Бенджамин Харисън в комедиен стил.

## В ролите
Във филма участват Джордж Стийл и Джордж Топак, като не е известно кой коя роля изпълнява.